# Onsu
Onsu (en uigur: ئونسۇ, romanizado: Onsu; literalmente, ‘10 aguas’) también conocida por su transcripción china Wensu (en chino, 温宿; pinyin, Wēnsù)
es un condado bajo la administración directa de la Prefectura Aksu en la Región autónoma de Sinkiang, República Popular China. Su área es de 14 335 km² y su población total para 2010 superó los 230 mil habitantes.

## Administración
Desde octubre de 2022, el condado Onsu se divide en 13 pueblos que se administran en 8 poblados y 5 villas.

## Toponimia
El nombre Onsu es uigur y está conformado por "On" que indica el número diez y "Su" que significa agua o río. Es similar a Jetisu (siete ríos) y Aksu (blanca agua).